# Escota
Escota é o termo náutico empregue para designar um cabo usado para trabalhar com uma vela, como por exemplo o cabo fixo à retranca ou ao punho da escota através da qual se controla a abertura da vela em relação ao vento.  